# Ingjald Haaland

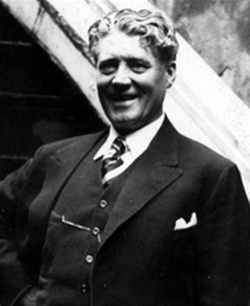
Ingjald Haaland. Foto: Oslo Museum.

Ingjald Haaland, född 22 mars 1885 i Fusa i Hålandsdal, Norge, död 28 juli 1952, var en norsk skådespelare, teaterregissör och teaterchef.
Haaland teaterdebuterade 1906, och från 1913 arbetade han vid Det Norske Teatret, mellan 1922 och 1933 även som chef. Som skådespelare behärskade han både komedin och tragedin, medan han som regissör lyckades bäst i realistiska folkliga skådespel. Haalands chefsperiod betydde mycket för Det Norske Teatrets utveckling, och han visade ofta konstnärligt mod både i val av repertoar och av medarbetare. Han drog sig tillbaka 1940.
Han var gift två gånger, först med skådespelerskan Mally Haaland, född Carenius, andra gången med skådespelerskan Tove Bryn. I sitt första äktenskap fick han dottern Turid Haaland.

## Filmografi
Enligt Internet Movie Database:
- 1934 – Liv
- 1935 – Samhold må til (kortfilm)
- 1937 – Laila
- 1938 – Eli Sjursdotter
- 1939 – Gryr i Norden